# Marge vs. the Monorail
«Marge vs. the Monorail» (с англ. — «Мардж против монорельса») — двенадцатая серия четвёртого сезона мультсериала «Симпсоны». Премьера состоялась 14 января 1993 года.

## Сюжет
Агентство по охране окружающей среды США штрафует мистера Бёрнса на 3 млн долл. за сброс ядерных отходов в парк Спрингфилда. На собрании в городской ратуше чтобы решить, как потратить деньги. Мардж почти уговаривает горожан отремонтировать сильно поврежденную главную улицу Спрингфилда, но коммивояжёр Лайл Ленли с помощью специальной песни и танцевальной программы убеждают их построить монорельсовую дорогу.
После проведения сомнительной программы обучения Ленли случайно выбирает Гомера проводником монорельса. Пребывающая в подозрении Мардж посещает офис Ленли и обнаруживает, что он планирует получить деньги от проекта, а затем покинуть Спрингфилд. Мардж едет в упомянутый коммивояжёром ранее купившим монорельс город Норт-Хавербрук, и находит на его месте город-призрак и разрушенный монорельс.
Мардж знакомится со спроектировавшим монорельсовую дорогу Себастьяном Коббом, который обвиняет Ленли в мошенничестве и предлагает помощь Мардж в спасении Спрингфилда. Во время первого пробега монорельсовой дороги в Спрингфилде Ленли привозит на многолюдную церемонию открытия Леонарда Нимоя, что является отвлекающим манёвром, позволяющим Ленли сбежать на самолёте на Таити. Когда самолёт делает неожиданную остановку в Хавербруке, жители города в отместку нападают на Лэенли.
Монорельс отправляется в путь незадолго до прибытия Мардж и Кобба. Некачественное оборудование заставляет поезд мчаться по рельсам, подвергая опасности Гомера, Барта и пассажиров. Мардж и Кобб связываются с Гомером по радио, и Кобб говорит ему, что он должен найти якорь, чтобы остановить поезд. Гомер импровизирует, отрывая металлическую букву «М» от бокового логотипа паровоза, привязывая к ней веревку и бросая её из поезда. Буква «М» цепляется за пончик на вывеске магазина «Lard Lad Donut», и верёвка удерживает монорельс. Нимой объявляет, что его работа завершена, а Барни возражает, что Нимой ничего не делал. Нимой отвечает: «Верно», прежде чем засиять и телепортироваться.
Когда пассажиры высаживаются, Мардж рассказывает, что монорельс был последней причудой, которую совершили жители Спрингфилда, за исключением «небоскреба-сосульки, 100-метровой лупы и эскалатора в никуда».

## Создание
Серия считается самой значительной сценарной работой Конона О’Брайена, которому пришла в голову эта идея, когда он увидел на Олимпийском бульваре Лос-Анджелеса рекламный щит с надписью «Монорельс» без каких-либо других подробностей или объяснений. Это побудило его написать в блокноте: «В Спрингфилде появится монорельсовая дорога. Гомеру нравится эта идея. Мардж не так уверена. Первый акт: „Музыкант“. Второе: пародия на Ирвина Аллена». Впервые он представил этот эпизод на семинаре по рассказам Элу Джину и Майку Рейссу, которые сказали, что этот эпизод немного сумасшедший, и предложили ему сначала попробовать какой-нибудь другой материал. Предыдущие созданные им эпизоды Lisa's Rival и Marge Gets a Job были хорошо восприняты. Джеймсу Бруксу «абсолютно полюбился» показанный сценаристом новый эпизод.
Леонард Нимой изначально не рассматривался на роль приглашённой на открытие монорельса знаменитости, поскольку сценаристы не рассчитывали на его согласие, ибо ранее его партнёр по телесериалу Звёздный путь Уильям Шетнер отказался от съёмок. Вместо этого в качестве приглашенной звезды был выбран ещё один актёр из «Звёздного пути» Джордж Такэй, поскольку ранее он появлялся в роли Акиры в серии «One Fish, Two Fish, Blowfish, Blue Fish». После требования нескольких изменений сценария, Такей отказался, ибо будучи членом занимающегося общественным транспортом Southern California Rapid Transit District не хотел высмеивать общественный транспорт. В результате обратились к Нимою, который согласился. По словам сценариста Джеффа Мартина, Нимой был «просто очень любезен, с ним было легко работать, и он хорошо развлекался, когда пришёл и мы записали его голос». Нимой потом снимется в серии «The Springfield Files».
Фил Хартман был выбран на роль Ленли, потому что, по словам Рейсса, он «всегда притворялся приветливым продавцом». Мартин добавил: «У него очень хорошо получалось изображать скользких, пустых людей. Думаю, он приносил этому много радости»."
Режиссёр Рич Мур а аниматор Дэвид Сильверман назвал производственный процесс этого эпизода «огромным и амбициозным». Из-за ограниченности дизайнерских ресурсов Мур фотографировал здания, чтобы использовать их для различных снимков. Офис Лэнли располагался в здании в старом районе Пасадины. Все фотографии различных мест Северного Хавербрука были сделаны в окрестностях Северного Голливуда. Мур обошёл команду дизайнеров и предоставил фотографии непосредственно художнице по фоновому оформлению Нэнси Круз.